# Хрест Монте-Кассіно
Пам'ятний Хрест Монте-Кассіно (пол. Krzyż Pamiątkowy Monte Cassino) — пам'ятна військова нагорода Війська Польського.

## Історія
Пам'ятний Хрест За Монте-Кассіно, заснований Верховним командуванням Збройних сил Польщі на Заході 26 липня 1944 року в пам'ять про мужність і героїзм, проявлені бійцями 2-го армійського польського корпусу в боях за Монте-Кассіно в період кампанії в Італії в травні 1944 року, був включений в реєстр пам'ятних винагород ветеранських організацій Польської Народної Республіки.
Прототипом Хреста Монте-Кассіно став знак 3-ї дивізії Карпатських стрільців.
Хрест Монте-Кассіно носився на лівому боці грудей після Хреста Яна Красицького.
Партію з 50 000 хрестів було замовлено у виробника в Тель-Авіві , який на той час був частиною Палестини , яка перебувала під владою Великобританії, де польські війська провели частину 1942 і майже весь 1943 рік у навчанні. Всього було вручено 48 498 хрестів (серійні номери від 1 до 48 498) із супровідними нагородними документами, виданими в польових умовах кожному воїну, який брав участь у бою.  Хоча прийнято вважати, що не існує головного запису, який би вказував, які серійні номери були надані конкретним солдатам, записи дійсно вказують, які блоки серійних номерів були надані підрозділам 2-го польського корпусу.  Крім того, справжні списки нагороджених іменними хрестами зберігаються в Польському інституті та Музеї Сікорського.